# Скрибония
Скрибо́ния (лат. Scribonia Libonis; умерла после 16 года, Региум, Римская империя) — древнеримская матрона из знатного плебейского рода Скрибониев Либонов, вторая жена Октавиана Августа. Мать его единственной дочери Юлии Старшей.

## Происхождение
Скрибония принадлежала к плебейскому роду, представители которого впервые упоминаются в сохранившихся источниках в связи с событиями Второй Пунической войны. Это было одно из тех аристократических семейств, которые в III веке до н. э. перебрались в Рим из других городов Италии.
Благодаря одному обнаруженному фрагменту (CIL VI 31276) известно, что Скрибония приходилась дочерью некоей Сентии — предположительно, дочери претора 94 года до н. э. Гая Сентия (Сатурнина), в 93—87 годах управлявшим Македонией с пропреторским империем. Отец Скрибонии, Луций, по одной из версий, был квестором на Сицилии.
У Скрибонии был старший брат, Луций, по-видимому, унаследовавший отцовский преномен, который в эпоху гражданских войн занимал видное место в окружении Гнея Помпея Великого и его сына Секста, а в 34 году до н. э. удостоившийся консульства.

## Биография
Скрибония была замужем трижды. Первый её муж точно неизвестен; по одной из версий, это был Гней Корнелий Лентул Марцеллин, консул 56 года до н. э., который был на двадцать лет её старше и для которого это был второй брак. От него у неё был сын, Корнелий Марцеллин, который остался с ней после того, как её муж умер в 47 году до н. э. Корнелий Марцеллин находился с матерью постоянно, но умер в юности, уже после развода Скрибонии с её третьим мужем — Октавианом Августом в 39 году до н. э.
Вторым мужем Скрибонии был некий Корнелий Сципион Помпониан, союзник Гая Юлия Цезаря, в ходе сухопутного сражения близ Тапса (провинция Африка) командовавший одним из флангов цезарианской армии и получивший за своё сходство с популярным мимическим актёром того времени прозвище Сольвитон (или — Салютион). Ему она родила двоих детей: не ранее 46 года до н. э. Публия Корнелия Сципиона, ординарного консула 16 года до н. э., и Корнелию Сципиону, которая вышла замуж за Павла Эмилия Лепида. В 40 году до н. э. Корнелий Сципион был вынужден развестись со Скрибонией, поскольку её дядя Секст Помпей Магн задумал с её помощью скрепить свой союз с Октавианом.
Октавиан развёлся со своей первой женой Клодией и в 40 году до н. э. женился на Скрибонии. Она была на 6 — 7 лет старше своего нового мужа (ей около 30, ему 23 года). В октябре 39 года до н. э. Скрибония родила дочь — Юлию Старшую. Это был единственный родной ребёнок Октавиана. Сразу же после родов, в тот же день, муж дал ей развод, поскольку был влюблен в Ливию Друзиллу и собирался на ней жениться.
Брак их не был счастливым. Октавиан называл её вздорной и сварливой.
Разведясь с Октавианом, Скрибония больше не выходила замуж. Она жила в Риме, и об этом периоде её жизни практически ничего не известно. Во 2 году Август сослал свою дочь, Юлию Старшую, обвинённую в разврате и измене, на остров Пандатерия (совр. Вентотене, Италия). Скрибония попросила разрешения сопровождать свою дочь и получила его. Скрибония и Юлия находились в ссылке на острове площадью менее 1, 75 км² более 5 лет, причём ни один мужчина не мог ступить на этот остров без личного разрешения Августа.
В 7 году Август разрешил им покинуть остров и поселиться в Региуме. В 14 году, сразу после смерти Августа, пасынок последнего император Тиберий сильно урезал отпущенный Юлии пансион, и она умерла в текущем году, вскоре после своего отца. Тем не менее, Скрибония Либона смогла пережить бывшего мужа и собственную дочь, однако, всего лишь на несколько лет.

## Ссылка
- Скрибония. — биография на сайте ancientrome.ru.